# Кличхан
Кличхан — село в Магарамкентском районе Дагестана. Входит в состав сельсовета «Новоаульский».

## Географическое положение
Расположено в 17 км к северо-востоку от районного центра с. Магарамкент, на канале «Бер-Кубу».

## История
Указом ПВС ДАССР от 15.12.1975 г. зарегистрирован новый населённый пункт село Кличхан.

## Население
| 1970 | 1989 | 2002 | 2010 | 2021 |
| ---- | ---- | ---- | ---- | ---- |
| 200  | ↗238 | ↗403 | ↗484 | →484 |

В 1964 году жители переселились с высокогорного селения соседнего Ахтынского района: Гра. Население села делится на тухумы: Кьеркьерар, Къурбанар, Гьемзеяр.